# Sandbrücke (Breslau)
Sandbrücke (polnisch most Piaskowy) ist eine Oderbrücke in Breslau, welche die Altstadt mit der Sandinsel verbindet. Die 1861 erbaute Brücke ist die älteste noch erhaltene Brücke der Stadt. Nach dem Zweiten Weltkrieg wurde der historische Name wortgetreu übersetzt.

## Geschichte

### Vorgängerbrücken
Zusammen mit der Mühlenbrücke gehört die Sandbrücke zum ältesten Brückenzug im Stadtgebiet von Breslau. Ihren Namen erhielt die Brücke von der Insel, zu der sie führt. Diese wurde wiederum weniger wegen des sandigen Grundes so genannt, sondern abgeleitet von der darauf befindlichen Kirche Unserer Lieben Frau auf dem Sande, die sich so nach einer Kapelle Sta. Maria in Arena in Padua nennt.
Zum ersten Mal wurde die Brücke im Jahr 1149, dann auch im darauf folgenden Jahr erwähnt. Im Jahr 1423 kam es bei einer Prozession zur Katastrophe, als die Brücke der großen Menschenmenge nicht standhielt. Aus dem 17. Jahrhundert sind Darstellungen der 1594 errichteten hölzernen Sandbrücke mit sechs Öffnungen bekannt, davon mit einem als Klappbrücke aufgebauten Feld. Nach deren Zerstörung durch Hochwasser im Februar 1709 errichtete man im 18. Jahrhundert eine hölzerne Hängewerkbrücke, die mit einem Strompfeiler auskam. Schließlich bestand zuletzt im 19. Jahrhundert eine hölzerne Balkenbrücke mit drei Öffnungen.

### Die Brücke von 1861
Die letzte hölzerne Brücke wurde im Jahre 1861 durch eine genietete schmiedeeiserne Brücke ersetzt. Diese vom Maurermeister Ernst Uber geplante Brücke, deren Eisenteile von der G. H. von Ruffer’sche Maschinenfabrik (die später in das Unternehmen Linke-Hofmann-Busch aufging) erbaut wurden, war die dritte Brücke aus Schmiedeeisen in Breslau. Die Fahrbahn wurde aus hölzerner Beplankung und die Bürgersteige aus Gussasphalt auf Gusseisenplatten ausgeführt. Einen wesentlichen Umbau erfuhr die Brücke 1893, als die elektrische Straßenbahn darüber geführt wurde und die Fahrbahndecke durch Steinpflaster auf Zoreseisen ersetzt wurde. 1934 wurde die Brücke noch einmal gründlich umgebaut, als sie aus Hochwasserschutzgründen um ca. 60 cm gehoben wurde.
In der Nachkriegszeit führten die Erneuerungsarbeiten an der zwar im Zweiten Weltkrieg unbeschädigten, jedoch stark abgenutzten Sandbrücke dazu, dass abgesehen von den markanten Gitterträgern und den Geländern die Bausubstanz nahezu vollständig ausgetauscht wurde. 1976 wurde die Brücke als Einzelbaudenkmal eingetragen. 1989 wurde der Fahrbahn- und Bürgersteigsbelag mit dem gesamten Unterbau inklusive Querträgern erneuert. Während der nächsten Sanierung 2009 verlor die Brücke ihren sandfarbenen Anstrich, der einem kräftigen Rotton weichen musste. Die in den 1960er Jahren demontierten Laternen, die die Träger einfassten, wurden in diesem Zuge in einer leicht veränderten Form rekonstruiert.

## Beschreibung

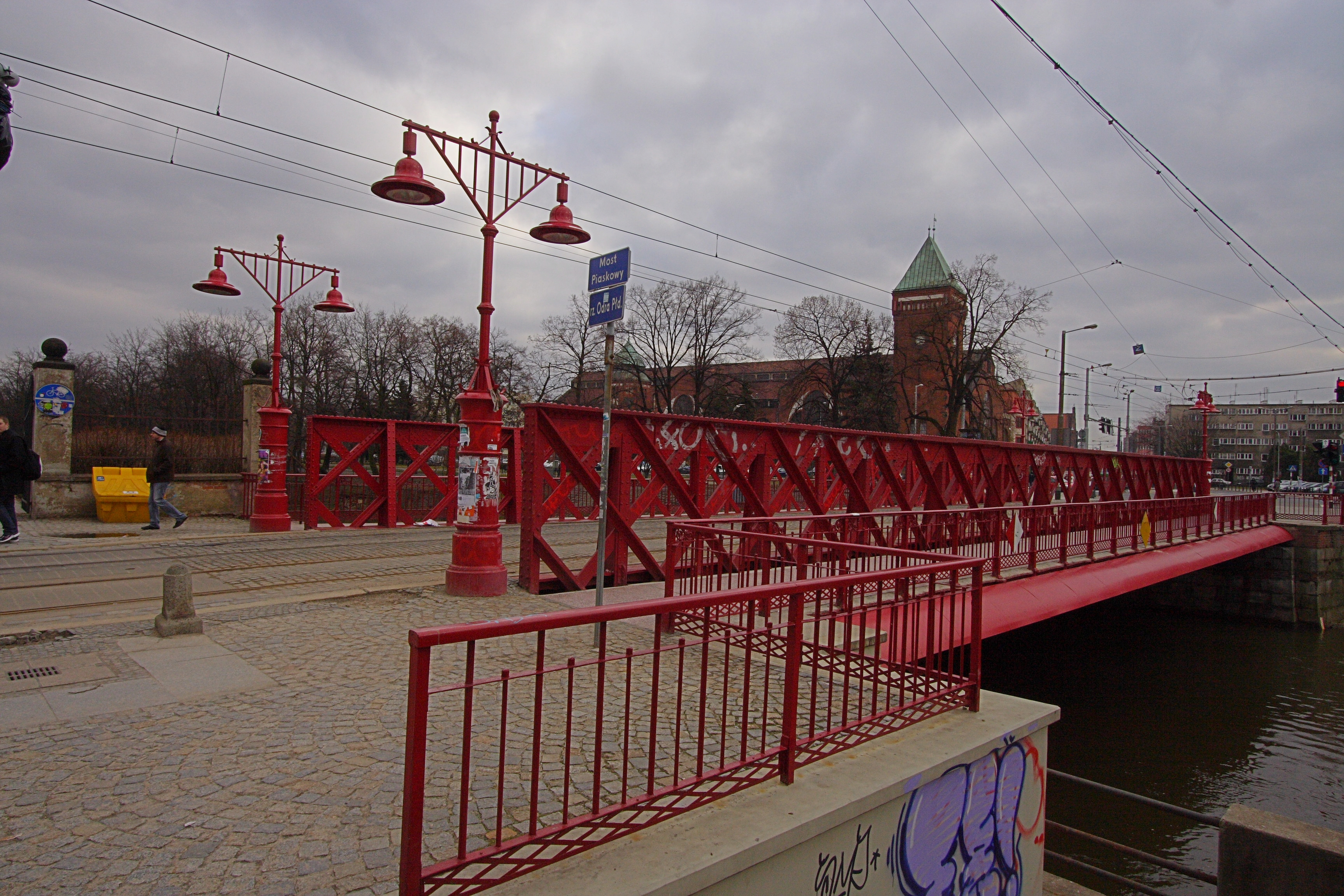
Sandbrücke mit der Markthalle Nr. 1 im Hintergrund

Das Tragwerk der einjochigen Brücke besteht aus zwei aus genieteten Gitterträgern. Die Räume zwischen den aus geschichteten Blechen bestehenden Ober- und Untergurten sind mit senkrechten Flacheisen und diagonal geneigten L-Profilen ausgefacht. Weitere vertikale Verstärkungen an der Innenseite der Träger sind T-formig im Querschnitt und dienen der Stabilisierung in der Querrichtung. Zwischen den Trägern befindet sich eine gepflasterte Fahrbahn mit zwei eingelassenen Straßenbahngleisen (Rillenschienen), die auf Querträgern mit Oberbau aus Stahlplatten platziert ist. Die Bürgersteige sind an der Außenseite der Träger auf Kragarmen der Querträger aufgebaut. Die gusseisernen Geländer sind in der Fußzone mit einem Gittermuster und in der Simszone mit dezenten floralen Mustern geschmückt. An den Kopfseiten der Träger sind Laternenmasten aus Stahl aufgestellt. Während die ursprünglichen Laternen auf achteckigen, direkt an die Träger angelehnten Sockeln ruhten, sind die zeitgenössischen Rekonstruktionen in wenigen Zentimeter Abstand auf runden Postamenten platziert.